# 洋源县
洋源县，中国古县名。
唐武德七年（624年）置，治今陕西省镇巴县南。先后属洋州、洋川郡。大历元年（766年）移治今西乡县南，宝历元年（825年）废。 